# Ромашка (рід)

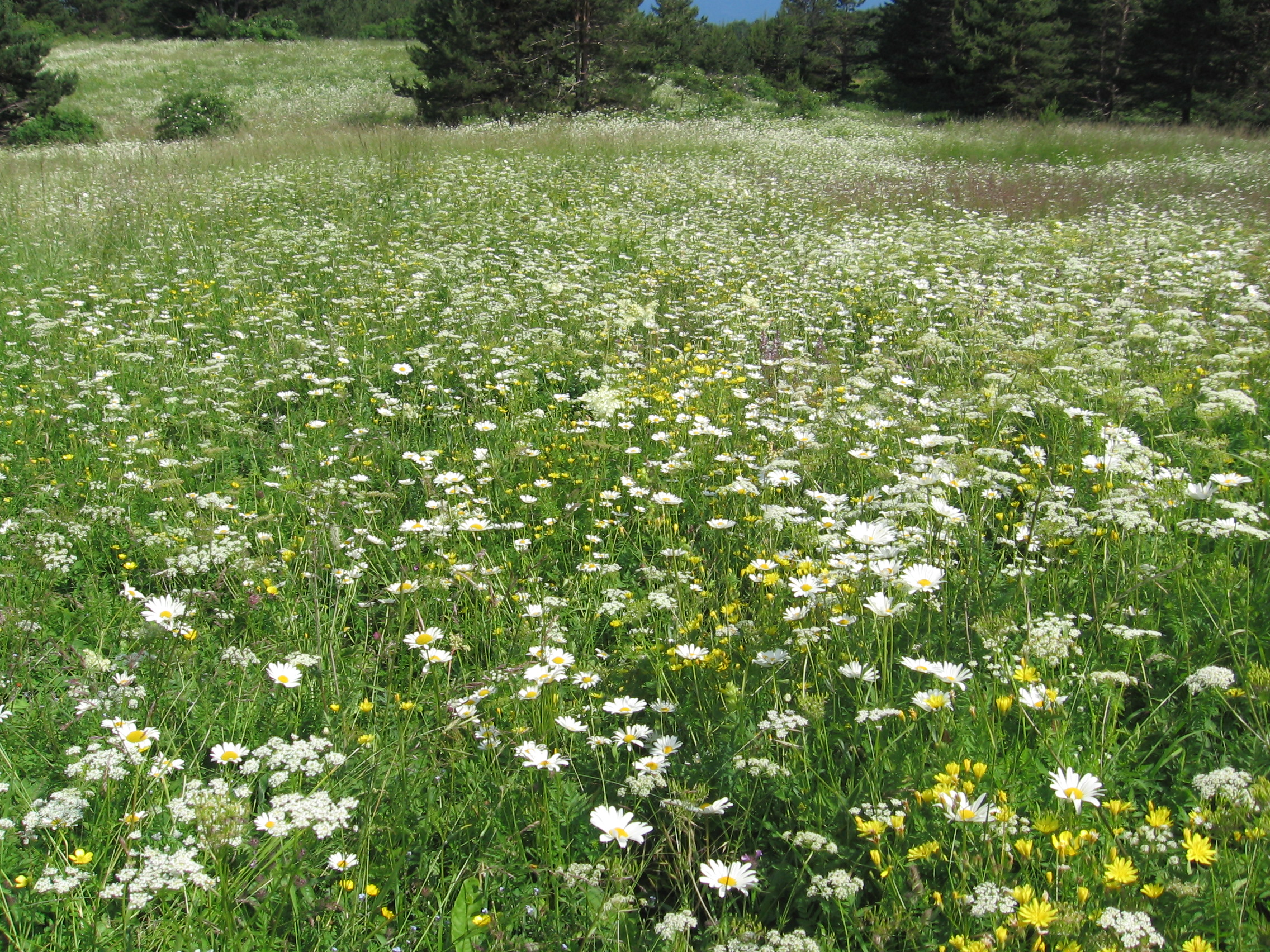
Ромашкове поле. Крим. Район Бабуган-яйли.

Рома́шка або польова́ рома́шка (Matricaria L.; також рома́н, роме́н, неві́стка, невісту́льки; рідко, рум'я́нок, королька) — рід однорічних дуже розгалужених рослин з сильним ароматичним запахом з родини айстрові.

## Назва
Назва ромашка запозичена з російської мови, де утворена від нині забутої назви роман. Рослину в Україні здавна називали теж роман (див. також споріднений рід роман), співзвучні назви існують і в інших слов'янських мовах (біл. рамонак, рамон, пол. rumianek, чеськ. heřmánek, словац. ruman, rumanček, серб. раменак/ramenak). Походження слов'янських назв квітки остаточно не з'ясоване: здебільшого вони виводяться від латинської видової назви anthemis romana («ромашка римська»); припускається також зв'язок з нім. Hermlan, Hermelin, Hermandel, які можуть розглядатися похідними від лат. camomilla (> armamilla). Форми з кореневим «у» можуть бути пояснені контамінацією з прикметником рум'яний.
Ромашкою називають також деякі інші види рослини: триреберник непахучий, маруну цинерарієлисту або далматську ромашку та інші.

## Опис
Родина складноцвіті (айстрові). Однорічна рослина 15-60 см заввишки, з розгалуженим, борозенчастим стеблом. Листки чергові, 2-3-перисто-розсічені, сидячі. Квітки дрібні, зібрані у верхівкові суцвіття — кошики.
Крайові квітки кошиків язичкові, білі, серединні — трубчасті, жовті, містяться на довгому, конічному, всередині порожнистому квітколожі. Цвіте в червні — серпні.
Плід — довгаста сім'янка без чубка волосків.
Рослина з сильним ароматним запахом. Росте невеликими заростями або групами на подвір'ях, біля доріг, на вулицях, у садах майже по всій території України, проте на Поліссі — рідше. Культивується. Важлива лікарська рослина. Збирають суцвіття (кошики). Використовуються як потогінний, дезінфікуючий, в'яжучий, заспокійливий та протизапальний засіб. Кошики також використовують у парфумерній промисловості.

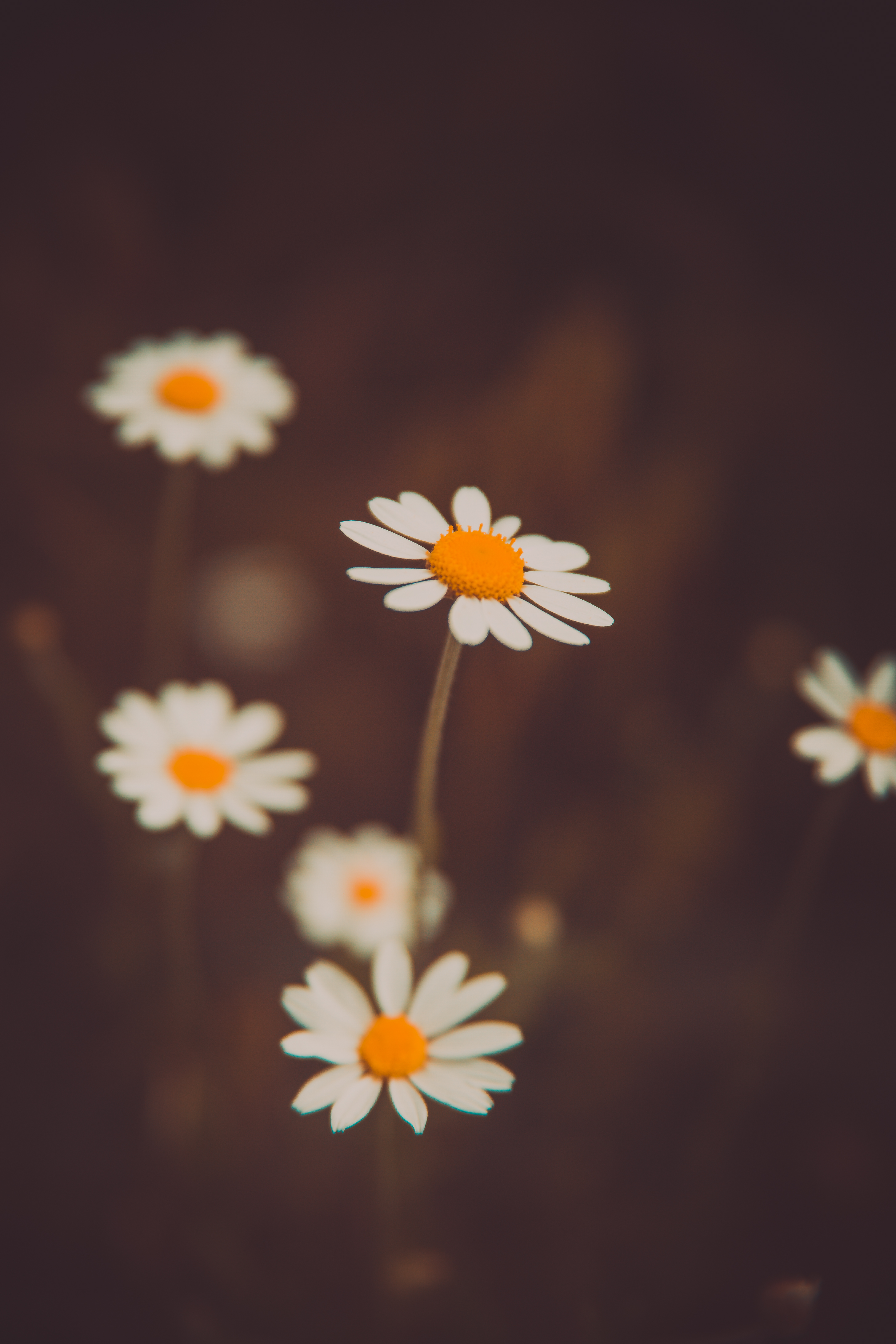
Ромашки на острові Хортиця

## Види
Рід ромашка налічує 5 видів: Matricaria aurea (Loefl.) Sch.Bip., Matricaria chamomilla L., Matricaria discoidea DC., Matricaria occidentalis Greene, Matricaria tzvelevii Pobed..
В Україні представники роду поширені як бур'яни на відкритих місцях. Серед них:
- Ромашка лікарська (Matricaria chamomilla L.), нерідко культивована як лікарська рослина, зокрема у Криму і на Херсонщині. Має до 0,85 % запашної ефірної олії, антимисову кислоту, глікозиди та ін. У медицині вживають її суцвіття як зовнішній антисептичний зв'язуючий засіб для полоскання, примочок, ванн, настоянку ромашки використовують як потогінне, чай — при спазмах кишок, метеоризмі, розвільненні. Має велику жовту серединку, заокруглені пелюстки, а також довге тонке стебло та листя схоже на листя кропу.
- Matricaria discoidea DC.. Допускається для використання замість ромашки лікарської;
- Ромашка Цвельова (Matricaria tzvelevii Pobed., syn. Matricaria chamomilla tzvelevii).
- Польова ромашка непахуча (Matricaria perforata Mérat, syn.Matricaria inodora L.).

## Екологія
Види Matricaria використовуються як харчові рослини личинками деяких видів лускокрилих ( гусениць), у тому числі Eupithecia centaureata.

## Використання
Екстракт Matricaria chamomilla (або recutita) приймають як міцний чай. Його використовували в фітотерапії як вітрогонний і протизапальний засіб. Він також використовується в мазях і лосьйонах, а також як рідину для полоскання рота проти інфекцій рота та ясен. В ароматерапії використовуються дві ефірні олії ромашки - олія «справжньої ромашки» (M. recutita) і олія римської ромашки (Chamaemelum nobile).

## Лікарський препарат
Як лікарський препарат, ромашка використовується у вигляді сушених квіток ромашки або сумішей трав разом із квітками ромашки (фіточаї), таблеток для смоктання від болю в горлі "Шавлія з ромашкою та медом таблетки для розсмоктування, - Доктора Тайсса, препаратах для покращення травлення "Гастритол", засобі для лікування та полоскання ротової порожнини "Ротокан".

## Галерея

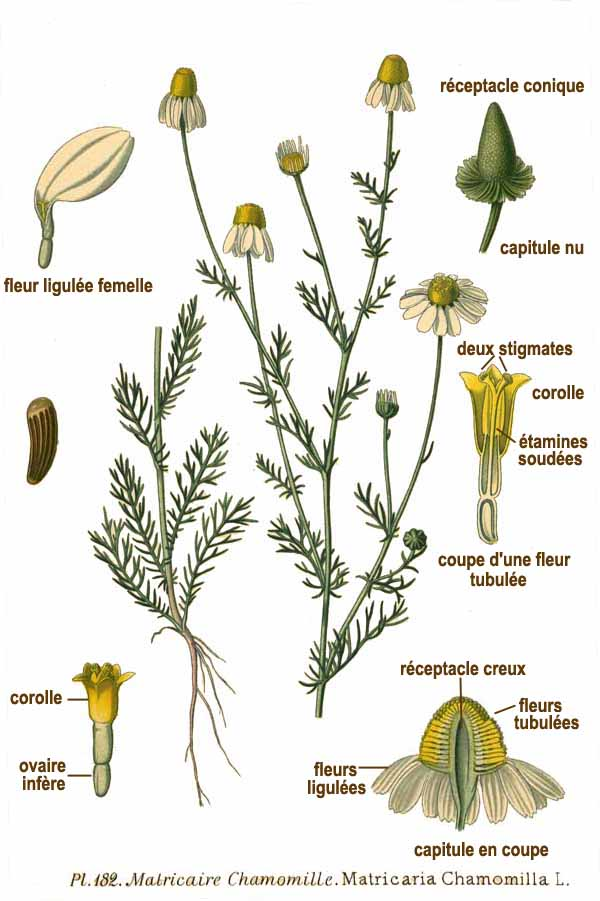

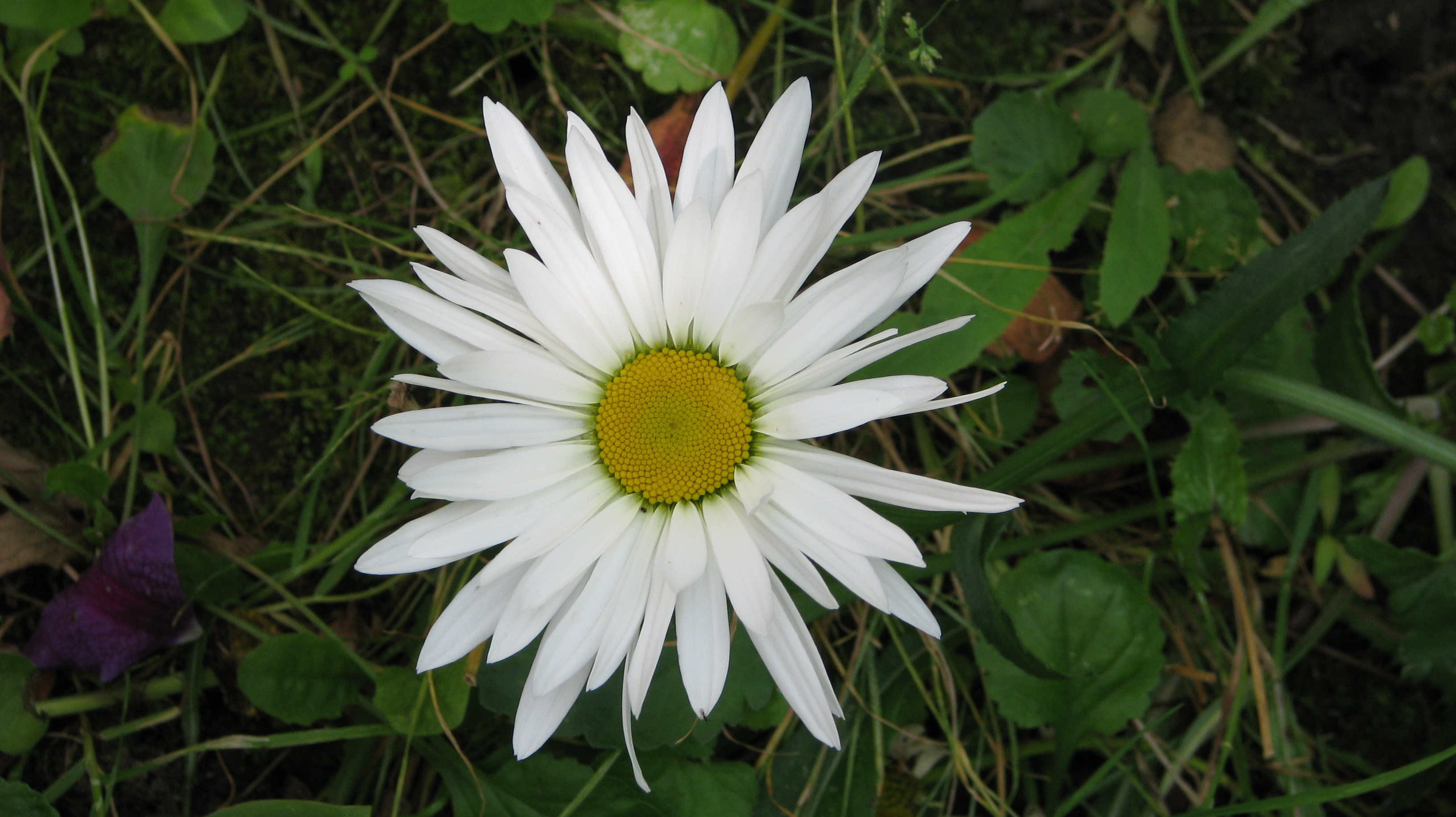
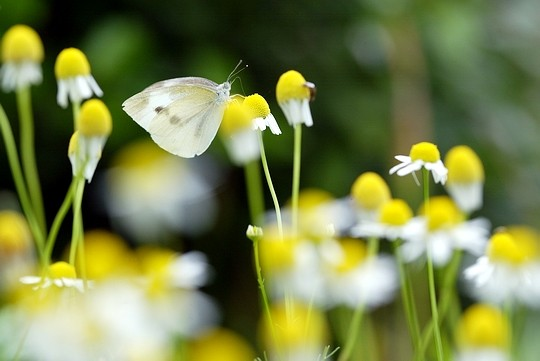
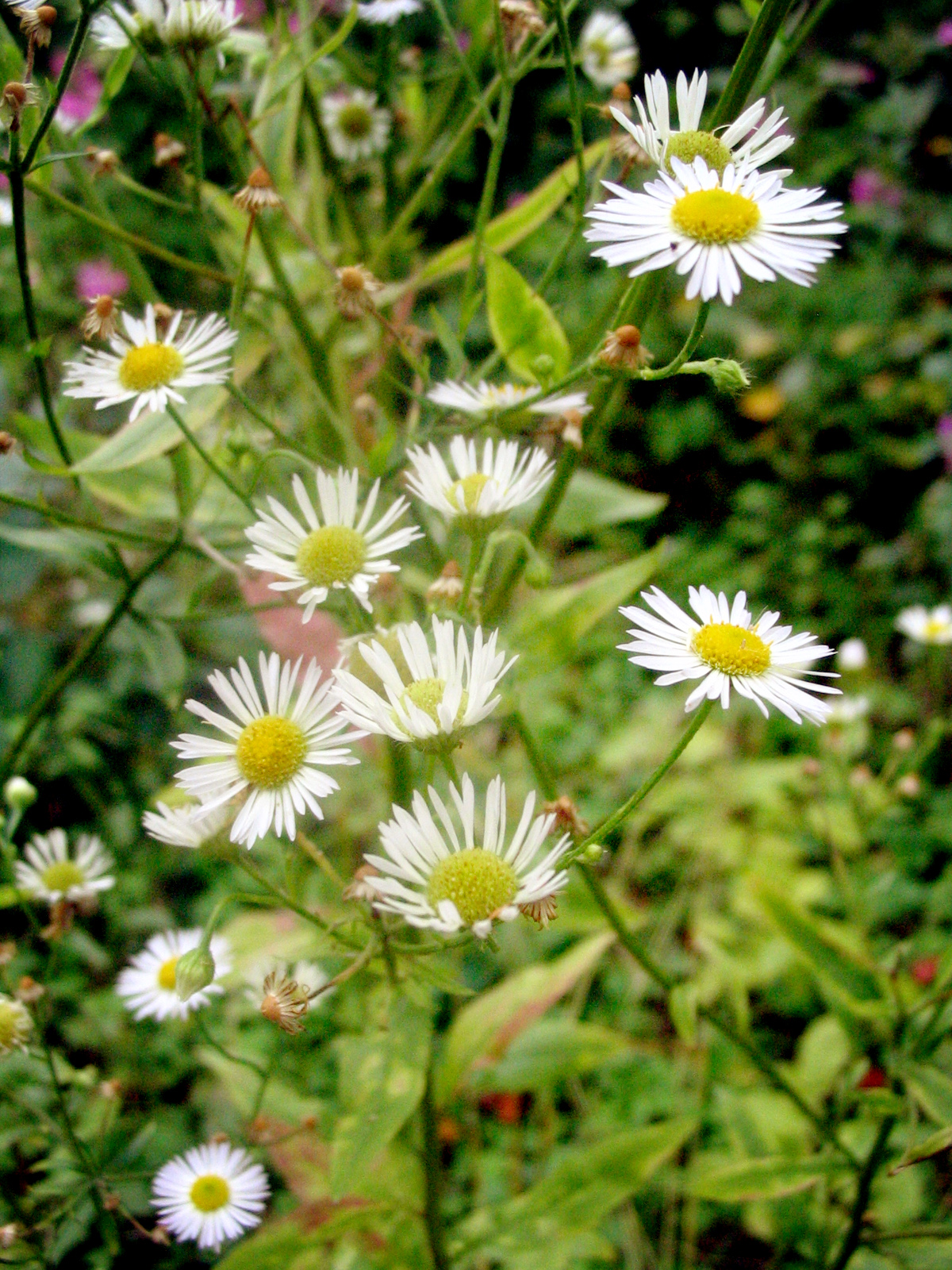
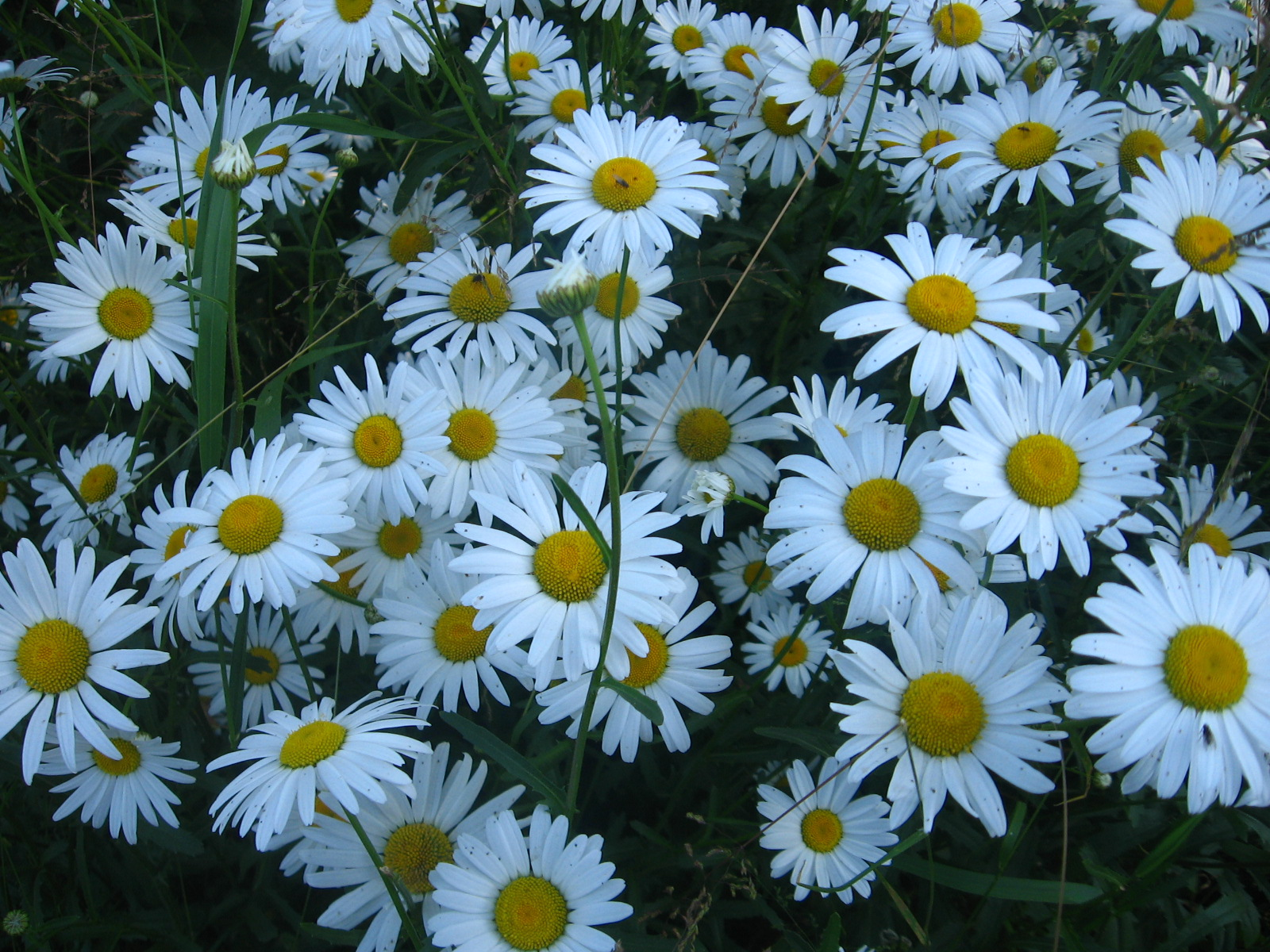
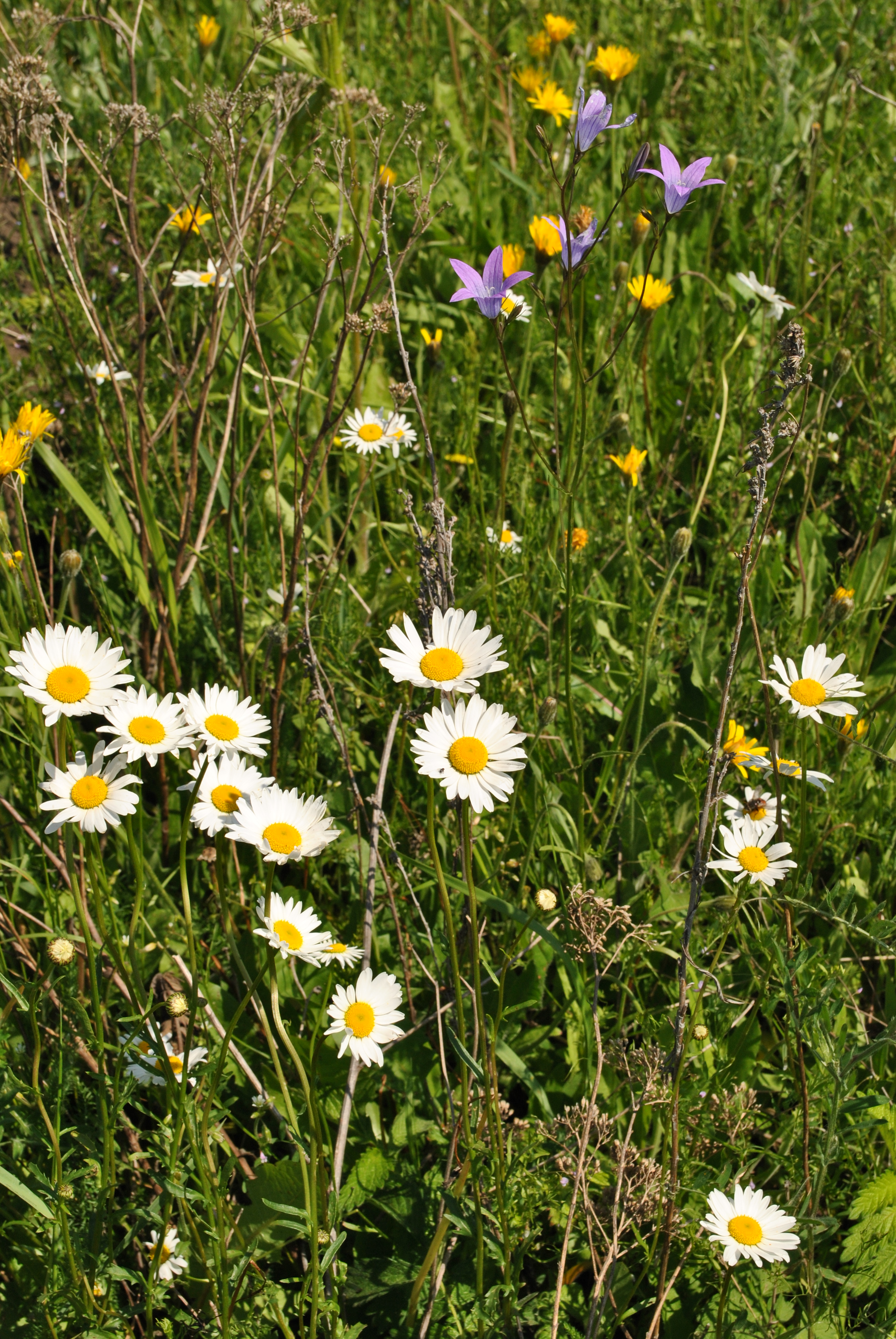
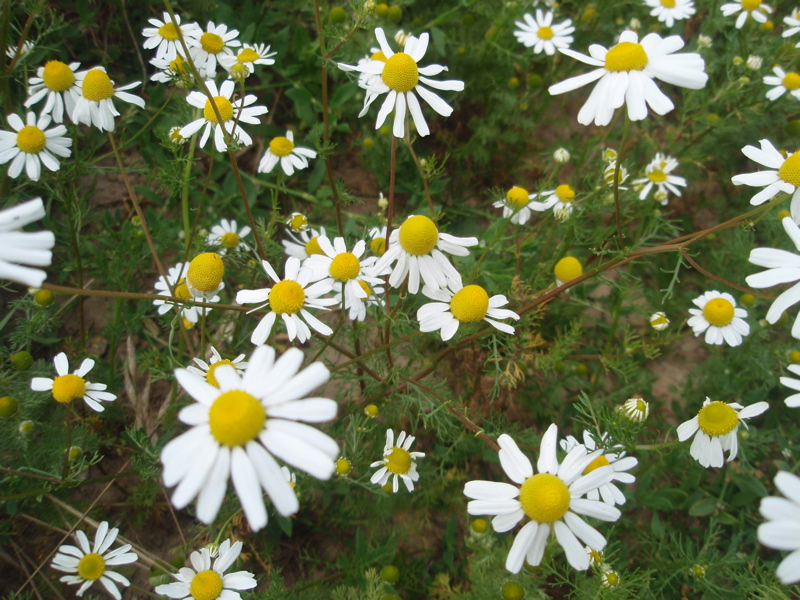
Matricaria recutita
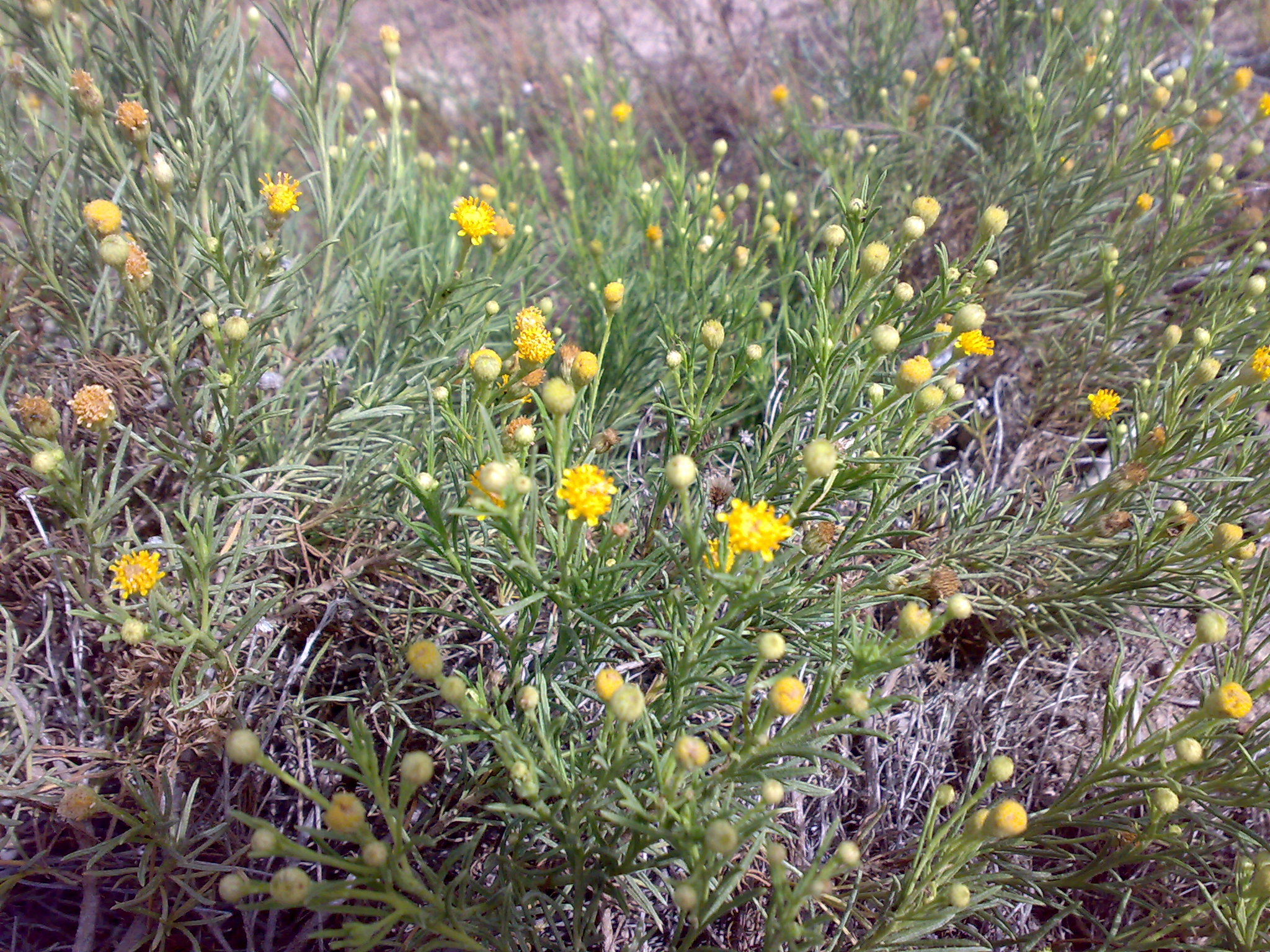
Matricaria aurea
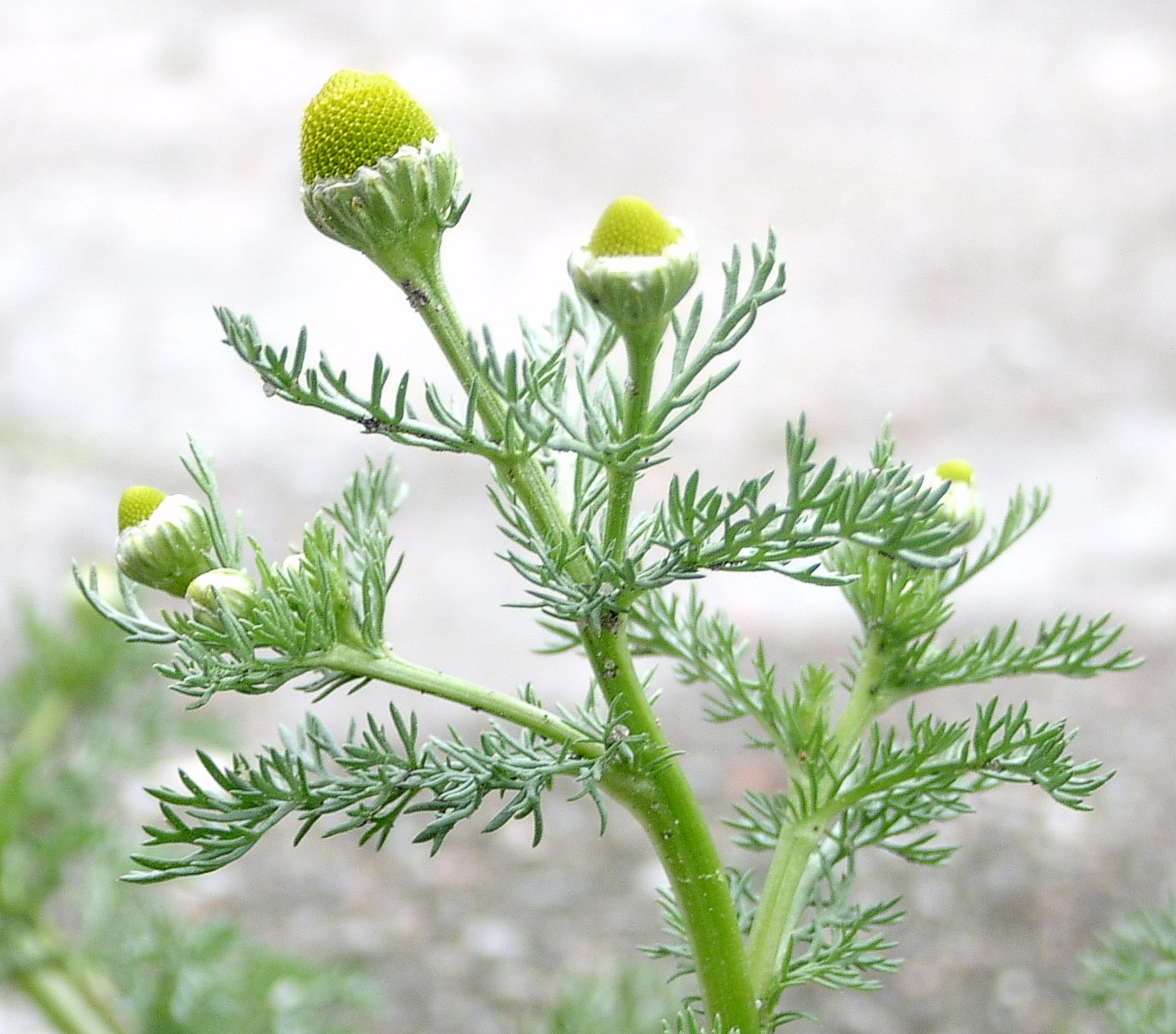
Matricaria discoidea